# Primolius
Primolius este un gen de păsări psittaciforme din familia papagalilor (Psittacidae), care sunt originare din America de Sud. Sunt în principal papagali verzi, cu culori complexe, inclusiv albastru, roșu și galben.

## Taxonomie
Genul are trei specii monotipice:
| Imagine | Denumire științifică | Nume comun              | Distribuție                                                                |
| ------- | -------------------- | ----------------------- | -------------------------------------------------------------------------- |
|         | Primolius couloni    | macaw cu cap albastru   | estul Peru, nord-vestul Boliviei (Pando) și vestul îndepărtat al Braziliei |
|         | Primolius maracana   | macaw cu aripi albastre | Brazilia, Paraguay, nord-estul Argentinei și estul Boliviei.               |
|         | Primolius auricollis | macaw cu guler auriu    | Brazilia                                                                   |